# Унион де Ладриљерос Синко де Фебреро (Ермосиљо)
Унион де Ладриљерос Синко де Фебреро (шп. Unión de Ladrilleros Cinco de Febrero) насеље је у Мексику у савезној држави Сонора у општини Ермосиљо. Насеље се налази на надморској висини од 280 м.

## Становништво
Према подацима из 2005. године у насељу су живела 3 становника.

### Хронологија
| Година       | 2000        | 2005 |
| ------------ | ----------- | ---- |
| Становништво | 16 (12 / 4) | 3    |

### Попис
| # | Индикатор                        | Вредност |
| - | -------------------------------- | -------- |
| 1 | Укупно појединачних домаћинстава | 2        |